# برايان كرافت
برايان كرافت (بالإنجليزية: Brian Kraft)‏ هو صحفي ومخرج أمريكي، ولد في 1970.

## وصلات خارجية
- برايان كرافت على موقع IMDb (الإنجليزية)